# Liste der Biografien/Kraa
Liste der Biografien |
Portal Biografien |
Personensuche
# |
A |
B |
C |
D |
E |
F |
G |
H |
I |
J |
K |
L |
M |
N |
O |
P |
Q |
R |
S |
T |
U |
V |
W |
X |
Y |
Z |
?
 
Ka |
Kb |
Kc |
Kd |
Ke |
Kf |
Kg |
Kh |
Ki |
Kj |
Kl |
Km |
Kn |
Ko |
Kp |
Kr |
Ks |
Kt |
Ku |
Kv |
Kw |
Ky |
Kx |
Kz
 
Kra |
Krb |
Krc |
Kre |
Krg |
Krh |
Kri |
Krj |
Krk |
Krl |
Krm |
Krn |
Kro |
Krp |
Krs |
Krt |
Kru |
Kry |
Krz
 
Kraa |
Krab |
Krac |
Krad |
Krae |
Kraf |
Krag |
Krah |
Krai |
Kraj |
Krak |
Kral |
Kram |
Kran |
Krap |
Krar |
Kras |
Krat |
Krau |
Krav |
Kraw |
Krax |
Kray |
Kraz
Die Liste der Biografien führt alle Personen auf, die in der deutschsprachigen Wikipedia einen Artikel haben. Dieses ist eine Teilliste mit 45 Einträgen von Personen, deren Namen mit den Buchstaben „Kraa“ beginnt.

## Kraa
- Krää, Gernot (* 1952), deutscher freier Autor und Regisseur
- Krää, Gunter (* 1948), deutscher Regisseur und Autor

### Kraab
- Kraabel, Anton (1862–1934), US-amerikanischer Politiker
- Kraabel, Caroline (* 1961), US-amerikanische Improvisationsmusikerin

### Kraac
- Kraack, Detlev (* 1967), deutscher Historiker

### Kraag
- Kraag, Johan (1913–1996), surinamischer Politiker, 6. Staatspräsident von Suriname
- Kraag, Yannick (* 2002), niederländischer Basketballspieler
- Kraag-Keteldijk, Lygia (* 1941), surinamische Politikerin

### Kraai
- Kraai, Jesse (* 1972), US-amerikanischer Schachgroßmeister
- Kraaier, Jaap (1913–2004), niederländischer Kanute
- Kraaijkamp, Mirte (* 1984), niederländische Ruderin

### Kraak
- Kraak, Amber (* 1994), niederländische Radrennfahrerin und Ruderin
- Kraak, August (1902–1947), antifaschistischer Widerstandskämpfer
- Kraak, Bernhard (1922–2000), deutscher Psychologe
- Kraak, Walter (1906–1990), deutscher Lebensmittelunternehmer und Verbandsfunktionär
- Kraak, Wolfgang (1923–2015), deutscher Ingenieur (Akustik und Signalanalyse) und Hochschullehrer

### Kraal
- Kraal, Oscar (1970–2021), niederländischer Fusio- und Rocknmusiker (Schlagzeug)

### Kraam
- Kraam, Arvo (1971–2024), estnischer Fußballspieler

### Kraan
- Kraan, André (1927–2012), niederländischer Baseballspieler und Fußballfunktionär
- Kraan, Gerda (* 1933), niederländische Leichtathletin und Europameisterin

### Kraas
- Kraas, Ernst (* 1941), deutscher Chirurg und Hochschullehrer
- Kraas, Frauke (* 1962), deutsche Geographin
- Kraas, Hugo (1911–1980), deutscher SS-Brigadeführer und Generalmajor der Waffen-SS, letzter Kommandeur der 12. SS-Panzer-Division „Hitlerjugend“
- Kraas, Oliver (* 1975), südafrikanischer Skilangläufer
- Kraas, Thiemo (* 1984), deutscher Komponist und DirigentThiemo Kraas (* 1984)

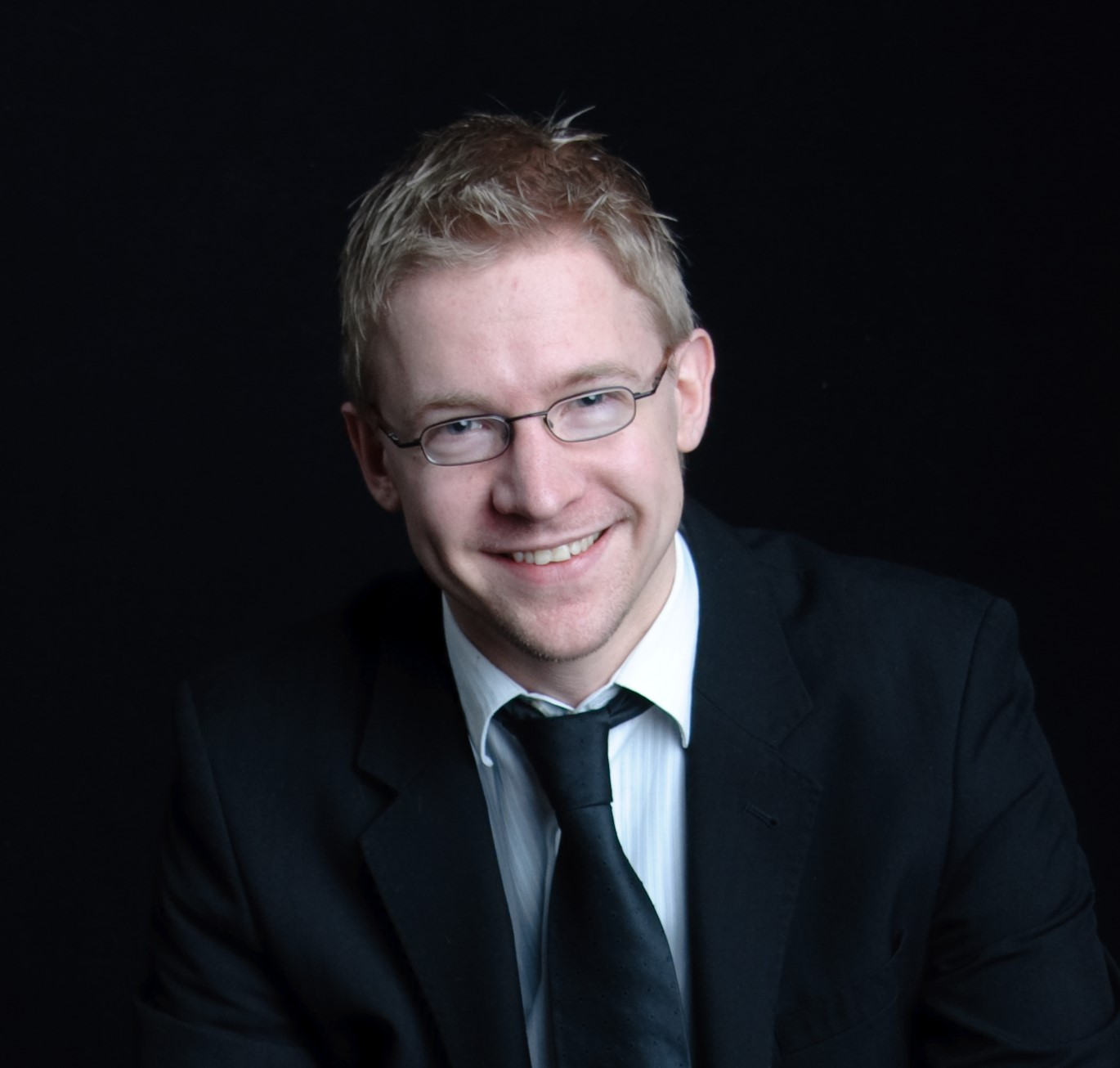
Thiemo Kraas (* 1984)

### Kraat
- Kraats, Simone van den (* 2000), niederländische Wasserballspielerin
- Kraatz, Birgit M. (* 1939), deutsche Journalistin
- Kraatz, Emil (1848–1921), deutscher Politiker, Bürgermeister und Oberbürgermeister
- Kraatz, Fritz (1906–1992), Schweizer Eishockeyspieler und -funktionär
- Kraatz, Gustav (1831–1909), deutscher Entomologe
- Kraatz, Helmut (1902–1983), deutscher Mediziner
- Kraatz, Karl Ludwig (1900–1974), deutscher Reporter und Filmkritiker
- Kraatz, Luise (* 1990), deutsche Snookerschiedsrichterin
- Kraatz, Reinhart (1925–1996), deutscher Geologe und Paläoanthropologe
- Kraatz, Victor (* 1971), kanadischer Eiskunstläufer
- Kraatz, Walter (* 1912), deutscher Filmschauspieler und Kostümbildner
- Kraatz-Koschlau, Alexander von (1817–1897), preußischer General der Infanterie

### Kraav
- Kraaving, Kati (* 1980), estnische Badmintonspielerin

### Kraay
- Kraay, Adrie van (* 1953), niederländischer Fußballspieler
- Kraay, Colin M. (1918–1982), britischer Numismatiker
- Kraayenhof, Carel (* 1958), niederländischer Bandoneonist, Komponist und Arrangeur

### Kraaz
- Kraaz, Armin (* 1965), deutscher Fußballspieler und -trainer
- Kraaz, Gerhart (1909–1971), deutscher Künstler und Buchillustrator
- Kraaz, Günther (1908–1996), deutscher Landrat des Landkreises Wittlich (1939–1945)
- Kraaz, Julius (1822–1889), deutscher Jurist, Zuckerfabrikant und Politiker (NLP), MdR